# تاريخ زاخو
تاريخ زاخو يعود أول حدث تأريخي مهم حصل في مدينة زاخو إلى سنة 401 ق.م عندما تراجع عشرة آلاف من المرتزقة اليونانين إثناء تراجعهم ومرورهم عبر بوابة زاخو (دربند زاخو) والتي سميت برجعة العشرة آلاف أو حملة زينفون. وفي صدر الإسلام توسعت المدينة جنوبا إلى محلة الحسينية الحالية وسميت ب (هسنية الخابور)  وقد ذكرها الشاعر العربي أبو العلاء المعري  والرحالة الفينيسي الشهير ماركو بولو  وقد دمرت حسنية الخابور من قبل قبائل الغز التركية عام 1041 م وأعيد بناؤها لاحقا في الجزرة الوسطية وألتي أصبحت نواة للمدينة الحالية.أصبحت بعدها إمارة مستقلة باسم إمارة سنديا ولما ضعفت الإمارة تمكن امراء بادينان من ضمها إلى امارتهم عام 1470 م  بعدها خضعت المدينة لسيطرة العثمانيين وأصبحت زاخو قضاء عام 1864. وفي سنة 1918 دخلت القوات البريطانية المدينة وانهت بشكل عملي السيطرة العثمانية عليها وبعدها تم إلحاق المدينة بالمملكة العراقية.وقد تعاقب الحكام الذين تولوا الحكم في العراق في العهدين الملكي والجمهوري من زيارة المدينة لكونها مركزا إستراتيجيا مهما للعراق.

## زاخو في فترة حكم الإمارة البادينانية
قسم العثمانيون العراق في القرن السادس عشر إلى خمسة ولايات منها ولاية الموصل حيث قسمت إلى سناجق في عهد السلطان سليمان القانوني وقسمت ولاية الموصل إلى خمسة سناجق
1. أسكي موصل
2. تكريت
3. زاخو
4. عانه
5. كشاف [8]

وبعد وقوع زاخو تحت سيطرة العثمانيين عام 1515 م اكتسبت وضعا جديدا وصارت سنجقا أي لواء ضمن ولاية ديار بكر وتشير الوثائق العثمانية اللاحقة في القرن السادس عشر إلى إنها أصبحت سنجقا ضمن ولاية الموصل واستمر وضعها كذلك في النصف الثاني من القرن السادس عشر زيبدوا إنها عادت بعد ذلك وأصبحت من توابع إمارة بادينان وقد حكم المدينة عدد من الأمراء في تلك الفترة وفي منتصف شهر أيلول من سنة 1743 م أرسل نادر شاه قوة نحو جزيرة بوتان فدمرت هذه القوات القرى الواقعة بين القوش وزاخو وتعرضت المدينة للتخريب من قبل قوات نادرشاه  وما أن انتهت ازمة الدولة العثمانية مع والي مصر محمد علي باشا عام 1840 حتى توجهت أنظار الدولة العثمانية نحو امارة بادينان وشنت عليها الحرب إلى أن تم القضاء عليها في عام 1843.

## تاريخ زاخو بعد سقوط الإمارة البادينانية
بعد القضاء على إمارة بادينان بقي الحكم العثماني هشا في المدينة ولهذا أعتمدت السلطات العثمانية على بعض العوائل المتدينة والتي تنقاد لهم الأهالي بسهولة احتراما لمراكزهم الدينية وقد استلم شؤون الإدارة في المدينة من قبل السلطات العثمانية في البداية الشيخ يوسف الزاخويي  وهو عالم فقيه في أمور الدين من أتباع الطريقة النقشبندية وكان الزاخويي حليما هادئا وجسورا في التصدي للظلم وأداريا جيدا يحظى باحترام الناس. وليس هناك تاريخ محدد ومثبت لتلقلد الشيخ يوسف الزاخويي الحكم في المدينة ولكن يعتقد إن توليه كان بعد سقوط الإمارة البادينانية بعد عام 1843. تحالف الشيخ يوسف الزاخويي مع البدرخانيين فيما عرف بالحلف المقدس  وكان من أهم بنود هذا الحلف هو
1. القيام بأنتفاضة كردية في وجه الحكم العثماني للمنطقة
2. تشكيل قوة كردية مستقلة
3. تحديد المناطق التي سيحكمها كل أمير منظم إلى الحلف
4. الأهتمام بتحصين القلاع الموجودة وترميم القلاع المتهدمة
5. على أعضاء الحلف مساعدة بعضهم في حالة تعرض أحدهم لخطر خارجي

تعرض الشيخ يوسف الزاخويي إلى مايشبه الانقلاب وأودع في غياهب وهو سجن في زاخو دون أن يعلم بمكان وجوده أحد وكان ذلك في عام 1847  أي بعد سقوط الإمارة البدرخانية. تمكن الشيخ يوسف الزاخويي من الهرب بمساعدة اهالي المدينة وبعدها اعتذر الشيخ يوسف الزاخويي في الاستمرار بعمله بعدما طلب منه أهالي المدينة الاستمرار بعمله كما في السابق

## الجهاز الإداري المدني للفترة بين عام 1877 إلى نهاية القرن التاسع عشر

### الجهاز الإداري المدني
كان القائمقام هو الموظف الإداري الأكبر في القضاء وكان متصرف اللواء رئيسه المباشر ويعين القائمقام من الحكومة المركزية وكان مسؤلا عن جميع الأمور المتعلقة بالقضايا المدنية والأمنية والمالية ودوائر القضاء وعليه تنفيذ الأوامر التي ترده من المتصرف أو الوالي العثماني وفي عام 1864 عين أول قائمقام للمدينة من قبل الحكومة العثمانية 

#### أسماء من شغلوا منصب قائمقام زاخو مابين عام 1877 إلى نهاية القرن التاسع عشر
1. سليمان افندي عام 1877
2. طاهر بك عام 1880
3. إبراهيم افندي ما بين عامي 1888 إلى عام 1889
4. سعيد بك عام 1890
5. اسحق حقي افندي عام 1893
6. صالح خلوصي بك عام 1894
7. كامل افندي ما بين عامي 1898 إلى عام 1899

### الإدارة القضائية
كان القضاء بشكل عام دائرة مستقلة تخرج عن سلطة الوالي، والمحاكم كانت تنقسم إلى قسمين (شرعية ونظامية)

#### أسماء بعض من شغلوا منصب القضاء في زاخو[18]
1. مولود أفندي عام 1890
2. صبري أفندي عام 1892
3. مصطفى مختار أغا عام 1894

### الإدارة المالية
كان على راس النظام المالي موظف كبير يعد الحساب يسمى (الدفتردار) وهو رئيس الشؤون المالية 

#### أسماء بعض من شغلوا منصب مدير المالية في زاخو
1. كريم أفندي عام 1890
2. خورشيد أفندي عام 1892
3. نظمي أفندي عام 1894

## الأوضاع العامة في بداية القرن العشرين
في بداية القرن العشرين عاش المواطنون في زاخو فترة عصيبة سيطر عليهم الفقر والجهل والمرض نتيجة للسياسة الخاطئة من قبل الدولة العثمانية في المنطقة إضافة إلى الظروف الجوية القاسية في فصل الشتاء فالثلوج كانت تسقط بغزارة ودرجات الحرارة تبدأ بالتدني اتصل إلى ماهو تحت الصفر مما أدى إلى غنجماد نهر الخابور لسنوات متتالية كان أشدها في عام 1903. وعلى الرغم من هذه المعاناة القاسية فإن الظواهر الطبيعية التي ظهرت في بداية القرن العشرين كانت نذر شؤم ادخلت الهلع في قلوب الأهالي ففي عام 1902 كان لسقوط الثلج الأحمر. وبغزارة ولد انطباعا سيئا ومخيفا لدى الأهالي معتقدين بأن الدماء ستسيل وستغطي بلونها الأحمر كما غطى الثلج وغير لونها الأبيض الناصع إلى الأحمر. لم يكن ذلك حدثا عابرا لا بل كان من الأهمية والغرابة بحيث أنها اتخذت كتقويم ولسنوات عديدة يستدل بها على الأحداث. وفي عام 1907 سقط الثلج بغزارة حيث أستمر لمدة سبعة أيام بلياليها وسمي ذلك العام بسنة (بفرا مزن). أي سنة الثلج الكبير. وفي عام 1911 ظهرت في سماء المدينة إحدى المذنبات والتي اعتبرها الأهالي نذير شؤم لهم. وفي سنة 1914 اندلعت الحرب العالمية الأولى وبالرغم من بعد المدينة عن ساحات القتال إلا أن مشاركة الدولة العثمانية في تلك الحرب قد ألقى بظلاله على المدينة فقد فرضت السلطات العثمانية آنذاك ضريبة جديدة على أهالي المدينة وهي ضريبة العشر وذلك من أجل سد جانب احتياجات قطعاته العسكرية في الحرب ومن أهم الأحداث التي مرت على المدينة ابان الحرب العالمية الأولى سفر بلك أي سفر الموت في سنة 1914 وكذلك إفشال المخطط الذي أعد للهجوم على مسيحيي زاخو في سنة 1915 من قبل عشائر منطقة شرنخ وقد اسلتقبلت المدينة الكثير من النازحين الأرمن بعد بطش السلطات العثمانية لهم وممارسة التنكيل بهم. دخلت القوات البريطانية مدينة زاخو في أواخر شهر تشرين الثاني من عام 1918 وتم تعين أول معاون حاكم سياسي فيها في مطلع من شهر كانون الأول من ذلك العام تم تعيين النقيب بيرسون حاكما عسكريا على المدينة غير انه اغتيل في 4 نيسان من سنة 1919  من قبل حسو دينو وهو أحد رؤساء الكويان

## أوضاع زاخو بعد قيام المملكة العراقية

### اوضاع المدينة في بداية العشرينات
في عام 1920 تم تأسيس أول حكومة عراقية بعد خروج العراق من السيطرة العثمانية برئاسة كبير أشراف بغداد السيد عبد الرحمن الكيلاني النقيب وتوج بعدها فيصل الأول ملكا على العراق في عام 1921. وقد تم افتتاح أول مدرسة ابتدائية في زاخو في سنة 1922. ومن أهم الأعمال التي قامت بها الأشغال العسكرية البريطانية في المدينة هو إنشاء الجسر المعلق على الفرع الغربي لنهر الخابور المار بمدينة زاخو حيث تم ربط مركز المدينة بطريق للمشاة مع محلة النصارى وقرية بيدار وإبراهيم الخليل وإلى فيشخابور وكان ذلك في عام 1923  وقد زار الملك فيصل الأول المدينة في عام 1923 وأستقبل في حينها من قبل وجهاء المدينة.

### أهم الأحداث الاجتماعية والسياسية في الثلاثينيات من القرن العشرين

#### الأحداث الاجتماعية
1. في عام 1934 تم إنشاء جسر حديدي ثاني على الفرع الشرقي لنهر الخابور سمي جسر السعدون [27]
2. ما بين عامي 1937 - 1938 وفي عهد قائممقام نامق سالم تم تزويد المدينة لأول مرة بالطاقة الكهربائية من مولدة كهربائية من نوع دي سي وذات قدرة 45 كي في
3. ما بين عامي 1937 وعام 1938 ظهرت موجات من حشرة السونة وفتكت بمزروعات المدينة

#### الأحداث السياسية
في عام 1934 قدم محمود رامز الذي كان عضوا في مجلس النواب العراقي مشروعا أكد فيه إن جميع أهالي زاخو هم عرب ولكن علي كمال مندوب السليمانية في مجلس النواب رد على إدعاءات رامز وبعد شد وجذب من قبل الحكومة العراقية واهالي المدينة فشلت كل محاولات الحكومة العراقية انذاك بتغير هوية المدينة بتغير هويتها من الكردية إلى العربية. وفي عام 1939 وصل فوج عسكري عراقي وهو فوج أول حدودإلى زاخو بإمرة آمر الفوج أحمد الشلاتي.

## الأحداث السياسية والاجتماعية في الأربعينات من القرن العشرين
في بداية الأربعينات تم فتح دائرة خاصة بالحكومة البريطانية باسم دائرة العلاقات البريطانية. وذلك لتثقيف أهالي المدينة إبان الحرب العالمية الثانية وكانت هذه الدائرة تقوم بتوزيع المجلات وعرض الأفلام السينمائية للمواطنين وقد أتخذ من دار عبد المسيح القس والكائن في محلة النصارى وهي إحدى محلات زاخو القديمة مقرا لها.وفي سنة 1942 تطوع قسم من أبناء المدينة في أفواج قوات الليفي والعائدة للحكومة العراقية.وفي عام 1946 ظهر في زاخو نواة للحزب الشيوعي ولكن بشكل سري للغاية. وفي عام 1948 نظم الحزب الشيوعي في المدينة مظاهرة ضد معاهدة بورت سموث بين المملكة العراقية والحكومة البريطانية وما بين عامي 1948 وعام 1950 بدا اليهود هجرتهم إلى إسرائيل وقد أدت هجرة اليهود من المدينة إلى إصابت العديد من المرافق والمفاصل الحيوية في المدينة بالشلل التام وأصيبت بالركود في معظمها وبعضها أصبحت شاغرة.

## احداث العقد السادس إلى قيام ثورة تموز عام 1958
في بداية الخمسينات تحسنت الظروف المعاشية في زاخو نسبيا وفي منتصف الخمسينات بوشر بالعمل على إنشاء محلة سيدوكا بعد إن كانت عبارة عن اراضي زراعية  وهذا التحسن شجع عدد من العشائر الكردية من تركيا للقدوم إلى زاخو للعمل ومن هذه العشائر هي عشيرة البيروسي فكانوا يأتون سنويا مع عوائلهم في بداية فصل الشتاء ويتوزعون على مساكن المدينة للعمل في البيوت إلى نهاية فصل الربيع

### صبحي علي الأغا[33]
في عام 1954 عين صبحي علي الأغا حاكما على المدينة وكان صبحي الأغا معاونا للشرطة في زاخو عام 1936 كان صبحي الأغا صلب العود ويتمتع بشخصية قوية لايعترف بالمتنفذين المحليين ولايخضع لهم يصدر قراراته حسب رؤيته للأمور والأحداث. ومن أهم أعماله عندما كان حاكما على المدينة

الصورة التي تقع في الجهة اليسرى هي صورة الحديقة العامة التي انشئت في زاخو والصورة التي تقع في الجهة اليمنى تعود إلى دار الطلبة لسنة 1955

1. فتح الشارع الرئيسي في مركز المدينة للربط بين جسري الفاروق والسعدون بشكل مستقيم والذي سمي بشارع حازم [34]
2. إنشاء متنزه عام في زاخو في منطقة بناية البلدية الحالية والساحة المجاورة لها وتم تخصيص ثلاثة أيام في الأسبوع للنساء.
3. قام بفتح دار الطلبة في الطابق الأرضي من بناية البلدية القديمة والمشرفة على نهر الخابور.
4. قام بإنشاء ساحة للتنس في منطقة آشي جمي ولكنها أغلقت بعد رحيله
5. قام بترميم ضريح الشيخ علي بشكله الحالي بعدما كان معرضا للانهيار

### أسماء حكام المدينة في العقد السادس[35]
1. عبد القادر بابان ما بين عامي 1952 - 1953
2. لازار الأثوري 1953 - 1954
3. صبحي علي الأغا 1954 - 1956
4. شاكر فتاح 1956 - 1958
5. محمد صالح جبريل في عام 1958 وكان وكيلا للحاكم وكذلك مدير لناحية العاضي في منطقة السليفاني
6. عادل جلال عام 1958 وكان أحد الضباط الذين شاركوا في انقلاب 14 تموز عام 1958

## الأوضاع في زاخو مابين عامي 1958 إلى عام 1991

### أحداث متفرقة
بعد انقلاب 14 تموز من سنة 1958 أجيزت بعض الأحزاب في العراق منها الحزب الديمقراطي الكردستاني في تلك السنة تم افتتاح أول مكتبة أهلية في زاخو سميت مكتبة بهدينان  وكانت واجهة للحزب الديمقراطي الكردستاني. وفي عام 1959 هبطت بطريق الخطأ طائرة إسعاف تركية في الشارع المؤدي إلى جسر دلال وألفي القبض على قائدها ونقل إلى بغداد لمقابلة رئيس وزراء العراق عبد الكريم قاسم وأطلق سراح قائد الطائرة بعد أيام من المقابلة ليعود بطائرته إلى تركيا وما بين عامي 1959 - 1960 م تجهيز المدينة لأول مرة بمحطة كهرباء أي - سي وفي هذه الفترة تم بناء محلة سيملكا من قبل عدد من مربي الأغنام والتي أخذت تسميتها من عدد مساكنها والتي كان يبلغ عددها ثلاث مساكن حيث إن كلمة سيملكا كلمة كردية مركبة من كلمتين بالأصل الأولى سي وتعني ثلاث والثانية هي مال تعني بيت  وفي منتصف الستينات كانت البداية الأولى لبناء محلة العباسية الأولى وقد أخذت هذه المحلة تسميتها نسبة إلى قرية العباسية الواقعة بالقرب من جسر دلال 

### قيام الثورة الكردية
في بداية الستينات ساءت العلاقة كثيرا ما بين رئيس وزراء العراق عبد الكريم قاسم والحزب الديمقراطي الكردستاني وقد أثرت هذه العلاقات السيئة بين كلا الطرفين على الأوضاع في البلاد وأدى في النهاية إلى نشوب نزاع مسلح بين كلا الطرفين في بداية شهر أيلول من سنة 1961 حيث قام المسلحون التابعين للحزب الديمقراطي الكردستاني بالاستيلاء على مضيق زاخو في ليلة 8 أيلول  وقاموا بسد المضيق في يوم 9 من أيلول دون تعرضهم للمارين وفي ليلة 9 - 10 / 9 تعزز قوتهم في أماكن متعددة من الجبال المحيطة بالمدينة وفي ليلة 10 - 11 / 9 وبعد متصف الليل تمت السيطرة على المدينة  وفي يوم 20 / 9 بدأت القوات العراقية بالهجوم على زاخو بغية استعادة السيطرة فيها وفي اليوم التالي سيطر لواء من الجيش العراقي بقيادة اللواء حسن عبود مع قوات كبيرة من الميلشيات الكردية الموالية للحكومة المركزية على المدينة بعد انسحاب المسلحين الأكراد منها.في يوم يوم 5 / 3 من عام 1962 تم تعيين عيسى سوار قائدا على منطقة زاخو  وقد استمر القتال ما بين الحركة الكردية بقيادة المملا مصطفى البارزاني والجيش العراقي والمليلشيات الكردية الموالية له في زاخو طوال تلك الفترة ومن أبرز المعارك التي حصلت ما بين الحركة الكردية والجيش العراقي هي معركة كلي زاخو أو وادي زاخو والتي حدثت في الأول من شهر نيسان من سنة 1962. وبعد قيام انقلاب 8 شباط من سنة 1963 وسقوط نظام الزعيم عبد الكريم قاسم تم إيقاف إطلاق النار بين كلا الجانبين للدخول في مفاوضات سلمية ولكنها فشلت ليتجدد بعدها القتال في شهر حزيران من نفس ذلك العام وقد أدت مشاركة القوات السورية في العمليات الحربية ضد الحركة الكردية إلى المزيد من المعاناة لسكان المنطقة وفي شهر شهر تشرين الأول / أكتوبر من سنة 1963 نشبت معركة عنيفة ما بين الحركة الكردية من جهة والقوات السورية في منطقة وادي كيزاف في منطقة بنستاني في زاخو  وفي شهر أيلول من سنة 1965 حصلت معركة ما بين الجيش العراقي والميلشيات الكردية الموالية لها من جهة والحركة الكردية من جهة أخرى في منطقة ليفي (بيزه، بيتاس، أرمشت) الواقعة بالقرب من مدينة زاخو. وفي يوم 11 حزيران من نفس العام سقطت طائرة حربية تابعة للجيش العراقي فوق سماء المدينة وهبط قائد الطائرة الحربية بسلام في محلة النصارى (إحدى أحياء زاخو) وتناثر حطامها في أطراف المدينة ولكن لم يعرف السبب الحقيقي لسقوط تلك الطائرة الحربية 

### بيان 11 أذار وماتلاها من احداث في زاخو
بعد وصول حزب البعث العربي الاشتراكي إلى سدة الحكم في العراق إثر انقلاب 17 تموز / يوليو من سنة 1968 والذي أطاح بحكومة رئيس الجمهورية عبد الرحمن عارف بدأت تظهر في الأفق حلول للقضية الكردية مع بداية العهد الجديد وقد أدى هذا إلى إعلان 11 أذار بيان 11 آذار التاريخي في سنة 1970 حيث خرجت مظاهرة عفوية من قبل الأهالي تعبيرا عن الفرح بهذه الاتفاقية بين كلا الجانبين وتجمع المتظاهرون أمام مبنى قائمقامية زاخو حيث وصل من الحركة الكردية برئاسة عثمان القاضي لمشاركة الجماهير في تلك الاحتفالات والقيت عدد من الكلمات لممثلين عن الحزب الديمقراطي الكردستاني وعن حزب البعث العربي الاشتراكي  بعد بيان 11 أذار تم إنشاء محلة الشعبانية وقد سميت بهذا الاسم تيمنا بشعبان سعيد  حيث قام بتحويل أملاكه إلى قطع سكنية في بداية السبعينات وتم بيعها بسعر 1000 فلس للمتر المربع الواحد. وقد أثمرت جهود نخبة من المثقفين في تشكيل جمعية لبناء المساكن في زاخو عام 1972وتمكنوا من الحصول على قطع اراضي لإنشاء المساكن عليها وكان ذلك النواة الأولى لإنشاء حي الجمعية وهو يعتبر اليوم أحد احياء زاخو. في سنة 1986 أسقط الجيش العراقي طائرة حربية تركية من نوع فانتوم فوق سماء المدينة بعد اختراقها الحدود العراقية  وقد هبط طياراها بسلام وقد تمكنت الحركة الكردية من أسر كلا الطيارين أما حطام الطائرة فهوت على الطريق المؤدي ما بين زاخو ومعبر إبراهيم الخليل الحدودي مع تركيا. وفي يوم 10 كانون الأول / ديسمبر من عام 1987 تم اكتشاف خلية سرية تابعة للحزب الديمقراطي الكردستاني في المدينة بعد قيامهم بضرب إحدى مقار المخابرات في المدينة وقد تم إلقاء القبض على جميع أفراد هذه الخلية وإعدامهم وهم كل من:
1. تحسين صالح فارس.
2. قمري إسماعيل حاجي.
3. شعبان عبد العزيز احمد الخياط.
4. محمد امين الحاج شفيق رزفان.
5. طه خليل رشيد رزفان.
6. حجي علي ليلاني.
7. سليمان إسماعيل شرف.
8. حيول مشختي.
9. سكفان خالد كلو.
10. سمو سمو سيفا.
11. أردوان عبد الله.
12. رمضان طوري.

## تاريخ زاخو بعد عام 1991
بعد قيام العراق بضم الكويت في يوم 2 آب / أغسطس من عام 1990 وما تلاها من أحداث وتصميم دول التحالف الغربي على إخراج القوات العراقية من الكويت بالقوة.هددت الحكومة العراقية تركيا بأنها سترد على أي هجوم عسكري ينطلق من أراضيها وبما أن تركيا كانت أحد دول التحالف الغربي المعارض لضم الكويت للعراق فأن تركيا سترد بالمقابل وستكون مدينة زاخو المدينة الأولى المستهدفة في هذه المواجهة لذلك قرر اهالي زاخو مغادرة المدينة خشية من الحرب المحتملة إلا أن السلطات العراقية آنذاك منعت الأهالي من المغادرة في بداية الأمر وفي يوم 15 كانون الثاني من عام 1991 سمحت السلطات للأهالي باخلاء المدينة وفي يوم 18 كانون الثاني عند الساعة الرابعة والنصف صباحا قامت طائرات حربية تابعة لقوى التحالف بقصف المضادات الأرضية العراقية في المدينة. وفي يوم 22 من نفس الشهر كانت زاخو خالية من السكان وقد قامت القوات العراقية بتلغيم جميع جسور في المدينة ومناطق مختلفة من مضيق زاخو بكميات كبيرة من مادة تي ان تي خوفا من أية عملية اجتياح من على الجانب التركي من قبل قوات التحالف  وكذلك انتقال بعض الدوائر المهمة في المدينة إلى مدينة دهوك. وفي يوم الأربعاء المصادف 30 كانون الثاني عاد الإطمئنان إلى أهالي زاخو خاصة بعد تأكيد السفير العراقي لدى تركيا بأن الحكومة العراقية لاتنوي بتاتا الرد على الغارات القادمة من قبل قوى التحالف والمنطلقة عبر أراضي تركيا وفي مساء ذلك اليوم عند الساعة 10:50 ضربت هزة أرضية مدينة زاخو لمدة اربع ثواني ولكن من حدوث أة أضرار.في يوم 28 شباط / فبراير من عام 1991 أعلن الرئيس الأمريكي جورج بوش الأب في مؤتمر صحفي وقفا لإطلاق بعد 100 ساعة من بدء الهجوم البري حيث تم إخراج القوات العراقية من الكويت. وماتجدر الإشارة به من أن المدينة قد عانت من ارتفاع شديد من الأسعار طوال فترة الحرب وكذلك من انقطاع التيار الكهربائي بصورة كلية عنها وكذلك انقطاع المحروقات عن المدينة حالها كحال باقي مدن العراق.

### الانتفاضة
في يوم الأربعاء المصادف 13 أذار / مارس من عام 1991 وفي الساعة السادسة مساء كانت هناك إشاعات في مدينة زاخو تفيد بان الحركة الكردية قد قامت بالسيطرة على القرى المحيطة بزاخو وبعد ذلك بدأ انسحاب كافة الأجهزة الأمنية التابعة للحكومة العراقية من زاخو وبالرغم من سقوط المدينة بايدي الأهالي إلا إن إحدى الربايا العسكرية المشرفة على المدينة قصفت المدينة قصقا عشوائيا وبعدها تمكنت قوات تابعة لأهالي المدينة من احتلال تلك الربية إلا إن طاقمها تمكن من الفرار. في يوم 15 أذار عمت فوضى كلية في زاخو وتم إحراق وتدمير العديد المنشآت والدوائر الحكومية في المدينة من قبل إهالي المدينة وفي يوم 16 / 3 تم إتخاذ متوسطة بدرخان مقرا للحزب الديمقراطي الكردستاني وذلك لأدارة شؤون المدينة في تلك المرحلة  وبعد ذلك بعد بعض سكان مدينة سميل بالقدوم إلى زاخو وقد بدأ وصول المواد الغذائية والتي تبرع بها الأكراد في سوريا عن طريق نقطة فيشحابور بواسطة الزوارق الصغيرة. في يوم 26 / 3 وصل إلى المدينة كل من جلال طالباني رئيس حزب الاتحاد الوطني الكردستاني وسامي عبد الرحمن رئيس حزب الشعب الديمقراطي الكردستاني  وقد تم إستقبالهما من قبل جماهير المدينة حيث عقدا اجتماعا جماهيريا مع أهالي المدينة وفي اليوم التالي عقد طالباني ندوة جماهيرية في قاعة كنيسة الأرمن في المدينة. وفي تلك الأثناء إتخذت القيادة العسكرية في المدينة من الملعب الرياضي ساحة لتجميع الأسلحة الثقيلة فقد تم جلب دبابات والعديد من المدافع ومدافع مقاومة الطائرات إليها. بعدها دب الخوف في صفوف أهالي المدينة بسبب توارد أنباء عن تقدم وشيك للجيش العراقي نحو المدينة لإستعادة السيطرة فيها وعندها بدأ سكان زاخو بترك منازلهم والهروب إلى خارج المدينة نحو الجبال

### اإحتلال المدينة
في يوم 2 نيسان / أبريل سيطر الجيش العراقي على المدينة  وقد خلت المدينة من السكان بعد هروبهم نحو الجبال وإلى الحدود العراقية التركية وقد عاود حزب البعث العربي الاشتراكي نشاطه في المدينة بعد سيطرة الجيش العراقي لها. قام الجيش العراقي بنهب المدينة بعد إتمام سيطرته عليها. في يوم 6 نيسان قامت طائرة هليكوبتر تابعة للجيش العراقي بإسقاط منشورات فوق سماء المدينة تحثهم على العودة إليها والاستفادة من قانون العفو العام الذي صدر. وفي اليوم التالي عادت بعض العوائل للمدينة مستفيدين من قانون العفو العام الذي صدر. في يوم 9 نيسان تم منع أي حادث من حوادث النهب والسرقة أن تحصل في المدينة وفي يوم 10 نيسان قامت السلطات بتوزيع الطحين على المتبقين من السكان في زاخو  أما بقية سكان زاخو الذين رفضوا العودة إلى المدينة فقد توجهو نحو الحدود العراقية التركية. في مساء يوم الجمعة المصادف 19 نيسان عقد اجتماع بين ضباط من قوات التحالف بقيادة الولايات المتحدة الأمريكية وضباط من الجيش العراقي عند نقطة إبراهيم الخليل الحدودية القريبة من زاخو 

### دخول قوات التحالف لزاخو
في يوم 20 نيسان أي بعد يوم من الاجتماع وصلت الحوامات الأمريكية لنقل جنود مشاة البحرية الأمريكية إلى زاخو وقامت باحتلال رؤوس الجسور ومداخل المدينة وقد طلب القائد الأمريكي في المنطقة من الجيش العراقي الانسحاب لغاية 48 كلم من الحدود وبعد تحليق أية طائرة عراقية مهما كان نوعها  في اليوم التالي وصل إلى زاخو حوالي 500 من الشرطة العراقية  ليحلوا محل الجيش العراقي. في يوم 26 نيسان أمهلت قوات التحالف الشرطة العراقية الموجودة مهلة 48 ساعة لمغادرة المدينة  وفي اليوم التالي غادرت معظم قوات الشرطة الموجودة في المدينة وبقي حوالي 50 شرطيا فيها وذلك لحماية أعضاء حزب البعث العربي الاشتراكي الموجود في زاخو وفي مساء نفس اليوم دخلت قوات البيشمركة (التابعة للحركة الكردية)المدينة وغادرتها بعد ساعات والقوات الأمركية، البريطانية، الفرنسية والهولندية تقوم بأعمال الدورية بشكل مستمر داخل المدينة. في يوم 2 أيار / مايو قامت القوات الأمريكية بإسقاط المنشورات على المدينة  جاء في هذه المنشورات  ايها الشعب العراقي لقد وصلت قوات الجيش الأمريكي منطقة زاخو الآن وستقدم قواتنا بالتعاون مع قوات عسكرية دولية ومنظمات الأسعاف الدولية الأخرى كثيرا من المساعدات الأنسانية لكل اللاجئين. ستقدم قواتنا الأطعمة، المياه كذلك الخدمات الصحية وستؤسس قواتنا لكم مؤقتا المخيمات إن هذا العمل مطابق تجاوبا مع قرار الأمم المتحدة المرقم 688 والله هو الموفق من فضلكم حافظوا على قواتنا ومن معها وساعدوا هذه الجهود الإنسانية الهامة وشكرا الفريق جان أم دي - شالكا شفلي - قائد القوات المشتركة. تم تشكيل لجنة عسكرية برئاسة الولايات المتحدة ومن ممثلين لقوات كل من فرنسا، بريطانيا وتركيا تحت اسم مكتب التنسيق العسكري Military Co - ordination Center اختصار M - C -C حيث تم اتخاذ مقر لهم في زاخو. في شهر تشرين الأول من سنة 1991 قامت الحكومة العراقية سحب جميع جميع الوحدات الإدارية من مناطق إقليم كردستان العراق وذلك لخلق فراغ إداري في تلك المناطق وكما تم قطع الطاقة الكهربائية والوقود بمختلف أنواعه لمناطق إقليم كردستان العراق. في يوم 3 أيلول من سنة 1996 غادر مكتب التنسيق العسكري Military Co - ordination Center المعروفة اختصارا M - C -C زاخو وكذلك جميع المنظمات الأجنبية العاملة هناك بعد إتهام الجيش العراقي بالدخول إلى مدينة أربيل  وبين لاحقا بأنهم قد استقروا في مدينة سلوبي التركية المتاخمة للحدود مع العراق بصورة مؤقتة. لقد كان لوجود عناصر حزب العمال الكردستاني التركي في المنطقة تاثير سلبي على الأوضاع في المدينة حيث إنهم قاموا بفرض أوامرهم على بعض المناطق التي كانوا يحتلونها التي تقع بالقرب من مدينة زاخو  مما أدى بالحكومة التركية بقصف القرى والمناطق التي كانوا يحتلونها ودخولهم للمدينة بحجة مطاردة تلك العناصر. وفي يوم 13 أيار من سنة 1997 قامت القوات التركية باختراق الحدود العراقية عبر مدينة زاخو 

## أحداث عام 2011
في يوم الجمعة المصادف 2 كانون الاول - ديسمبر والذي صادف يوم 7 من شهر محرم لسنة 1433 هجرية هاجم مصلون بعد خروجهم من صلاة الجمعة مركزا للمساج في حي نوروز وعددا من من محلات بيع المشروبات الكحولية بعد خطاب إمام مسجد الرشيد فيهم وقد تم تكسير مركز المساج بعد إتهامه بنشر الدعارة والفساد في صفوف المجتمع الزاخويي المحافظ وكما تم إحراق عددا من محلات بيع الخمور وفندق سيبان الذي يقع في طريق معبر إبراهيم الخليل الحدودي مع تركيا وكما تم إثناء هذه المظاهرات إحراق مقر الاتحاد الإسلامي الكردستاني وعددا من المؤسسات الإعلامية المرتبطة به في زاخو. وبلغ عدد الإصابات إثناء هذه الأحتجاجات حوالي 28 شخصا بيهم 12 من أفراد الشرطة 